# Theresa Knorr
Theresa Jimmie Francine Cross, conocida como Theresa Knorr por su segundo matrimonio (Sacramento, California, Estados Unidos; 12 de marzo de 1946), es una convicta estadounidense que adquirió fama mundial debido a las múltiples torturas propinadas contra sus hijos, sobre todo a quienes asesinó (en este caso dos de sus hijas mayores). Theresa fue sentenciada a dos cadenas perpetuas consecutivas, pudiendo ser elegible para obtener la libertad condicional en 2027.

## Infancia
Theresa Knorr nació en Sacramento, California el 12 de marzo de 1946 producto de la relación de su madre, Swannie Gay y su padre James "Jim" Cross quien tenía dos hijos (un hijo y una hija) de un matrimonio anterior. El padre de Theresa fue diagnosticado con la Enfermedad de Parkinson por lo que tuvo que dejar su remunerado trabajo como asistente en una fábrica de Queso en Rio Linda, California. Su madre posteriormente, fallece a consecuencia de una Insuficiencia cardíaca. Theresa estaba muy apegada a su madre por lo que, cuando su madre falleció en 1961 ella se sumió en una gran depresión.

## Matrimonios
El 29 de septiembre de 1962, Theresa se casó con Clifford Clyde Sanders, un hombre cinco años mayor que ella al que había conocido unos meses antes. Inmediatamente dejó el instituto y se quedó embarazada, y el 16 de julio de 1963 dio a luz a su primer hijo, Howard Clyde Sanders. Las peleas constantes en la pareja atribuidas al carácter posesivo de Theresa y a los rumores de infidelidad de su esposo, hicieron que se deteriorara tal relación. El 6 de julio de 1964, el día después del cumpleaños de Sanders, la pareja discutió porque él había pasado su cumpleaños fuera con amigos en lugar de en casa. Durante la discusión, Sanders informó a Theresa de que iba a dejarla. Theresa se enfureció y disparó a Sanders por la espalda con un rifle cuando salía por la puerta. Fue absuelta de los cargos al alegar defensa propia, para ese momento estaba embarazada de su segunda hija Sheila. 
En 1966 contrajo nupcias con Robert Knorr. Juntos tuvieron cuatro hijos, sin embargo, el matrimonio empezó a deteriorarse cuando ella empezó a acusar a su marido de tener aventuras. Ambos cónyuges eran conocidos por su volatilidad y se golpeaban constantemente entre sí y a los niños. Harto de las constantes acusaciones de su mujer, Robert la dejó en diciembre de 1970 y se divorció de ella en 1971. Tras el divorcio, Robert intentó ver a sus hijos, pero Theresa se lo impidió.
Theresa se casaría dos veces más: en 1971, se casó con el trabajador ferroviario Ronald Pulliam. Sin embargo, esta empezó a deteriorarse cuando Theresa empezó a dejar a sus hijos con Pulliam mientras se quedaba toda la noche bebiendo y de fiesta. Pulliam se divorciaría de ella en 1972. En agosto de 1976, Theresa se casó con Chester Harris, pero tres meses después, ella solicitaría el divorcio después de que, al parecer, se enterara de que Harris disfrutaba tomando fotografías de mujeres desnudas.

## Abusos
Theresa Knorr abusaba física, verbal y psicológicamente de sus hijos, comportamiento que se intensificó tras su cuarto divorcio. También engordó enormemente y se volvió reclusa hasta el punto de desconectar el teléfono de casa y negarse a que los niños recibieran visitas. Knorr y sus hijos vivieron en Orangevale, California, durante muchos años antes de mudarse a un apartamento de dos habitaciones en Sacramento; su hijo mayor, Howard, se habría ido de casa antes de la mudanza a Sacramento. Según los vecinos, el apartamento de Sacramento estaba sucio y olía a orina. Los vecinos también observaron que los niños, a los que Knorr nunca dejaba salir, parecían temerosos y nerviosos.
Durante años, Knorr maltrató y torturó a sus hijos de diversas maneras, como golpeándolos, alimentándolos a la fuerza, quemándolos con cigarrillos y lanzándoles cuchillos. Hacía que sus hijos se sujetaran entre sí mientras los agredía. En una ocasión, Knorr apuntó con una pistola a la cabeza de su hija menor, Terry, y la amenazó con matarla.

## Muerte de Susan Knorr
Producto de su estilo de vida sedentario y su mala alimentación, Theresa comenzó a engordar desmedidamente. Creía que Susan era una bruja, por lo que Susan recibió lo peor de los abusos de Knorr. Como castigo, su madre cocinaba grandes ollas de pasta con queso y grasa, y obligaba a su hija a comer excesivamente para que engordara como ella. El ritual consistía en sentarla en el piso de la cocina, poner la olla ardiente sobre las piernas desnudas de Susan para quemarla y supervisar que terminara con la olla entera. Un día, Susan escapó de casa y denunció a su madre ante la policía local, denunciando todo lo que su madre les hacía a ella y a sus hermanos, pero Theresa alegó que eran mentiras, que su hija tenía problemas mentales y necesitaba de ayuda psiquiátrica.
Al regresar a casa, Susan se encontró con su madre que la tomó de sus ropas, la llevó al comedor de la casa y la humillo frente a sus hijos e hijas, esta le pidió a sus hijos William y Robert que la sostuvieran y ella le asesto un golpe a Susan en el estómago con un guante de cuero que se turnaba con sus otros hijos quienes eran forzados a participar en la paliza a Susan. En la autopsia posterior se determinó que Susan había desarrollado un tumor en uno de sus ovarios así como varias hemorragias internas producto del cruel trato que recibió ese día. Pero para Susan el castigo no había acabado. Luego de la paliza, Susan fue amarrada a una de las camas y supervisada por sus hermanos para que no escapara y así mismo, era alimentada dos veces al día hasta que finalmente Susan se rindió. Theresa convencida de que Susan no intentaría escapar de nuevo, decidió dejarla libre con la condición de que no saliera de su casa, lo cual le impidió volver a su escuela.
Un día, mientras ocurría una brutal discusión entre ambas, Theresa le propinaría un disparo a Susan en el pecho en un arrebato de furia. Para evitar que nadie descubriera lo que había pasado, Theresa obligó a sus hijos varones a ayudar a Susan. Allí su madre limpió la herida y la curó con vendas y gasas. Los hermanos de Susan se turnaban para bañarla y alimentarla hasta que se recuperó y volvió a la vida normal. Sin embargo, ocurriría un nuevo enfrentamiento entre ambas, donde Theresa le clavó unas tijeras en la espalda de Susan. Al ver que no soportaba por más tiempo los maltratos de su madre, Susan le dijo que quería irse de la casa. Por extraño que parezca, Theresa aceptó, pero puso una condición: la bala que seguía alojada en el cuerpo de Susan tenía que desaparecer. No quería que nadie pudiera acusarla. 
A la chica no le quedaba más remedio que aceptar, tenía que salir de allí como fuera. Su madre le dio una gran cantidad de alcohol y pastillas, con lo que estaría drogada mucho tiempo. Los niños fueron obligados a ayudar en la rudimentaria operación. Theresa no paraba de gritar órdenes a su hijo de 15 años, Robert, para que tomara un cuchillo, hiciera un gran corte en la espalda de Susan y extrajera la bala.
Al día siguiente Susan se despertó entre gritos con un dolor insoportable. Su madre le dio antibióticos y antiinflamatorios pero la infección y los daños eran demasiado grandes. Su piel y sus ojos se volvieron amarillos y perdió el control sobre sus propios intestinos. Al no soportar más los gritos de dolor de Susan, Theresa tomó a Susan y luego de amordazarla con cinta americana, la amarró de pies y manos y luego subió todas sus pertenencias las cuales estaban en una bolsa de basura. Condujeron con Susan varios kilómetros hasta salir de la ciudad y llegaron a un puente cercano, donde Theresa, tras empapar todas sus cosas en gasolina y a la propia Susan, coloca a la joven sobre las bolsas de basura y luego sin remordimiento alguno, le prendió fuego asumiendo que estaba muerta. Sin embargo, la autopsia posterior determinó que Susan estaba aún con vida cuando fue quemada. Debido al deteriorado estado del cadáver, Susan nunca pudo ser identificada a plenitud y fue clasificada como NN (Jane Doe#4873/84).

## Muerte de Sheila Knorr
Tras la muerte de Susan, Knorr comenzó a dirigir la mayor parte de su ira y sus abusos hacia su hija Sheila, obligando a la chica a prostituirse en mayo de 1985 para mantener a la familia. Knorr no trabajaba y recibía prestaciones por desempleo del estado de California. Al principio, Knorr estaba satisfecho con este acuerdo debido a las grandes cantidades de dinero que ganaba Sheila, y le permitía salir de casa siempre que quisiera.
Sin embargo, los delirios de Theresa volvieron a aparecer y esta comenzó a hostigar a su hija al acusarla de estar embarazada y de haber supuestamente contraído una enfermedad venérea, lo cual Sheila negaba categóricamente. Theresa, encolerizada, le propinó una golpiza muy fuerte, la amarró de pies y manos, y luego la encerró en un armario muy pequeño en el cual hacía demasiado calor. Obligaba a sus hijos a vigilar la puerta y a no abrirla bajo ningún concepto. También tenían prohibido darle a Sheila de comer o de beber hasta que confesara. Sheila le dijo a Theresa lo que quería oír, pero aun así la mantuvo encerrada, acusándola de mentir.
Sheila murió tres días después, el 21 de junio de 1985, por deshidratación e inanición. El cuerpo de Sheila se mantuvo en el armario durante tres días más hasta que Theresa descubriría que estaba muerta. Una vez más, Knorr ordenó a sus hijos William y Robert que se deshicieran del cuerpo de Sheila, que había empezado a descomponerse y provocaba un olor pestilente que llenaba el apartamento. Los chicos colocaron el cuerpo de Sheila en una caja de cartón de la que se deshicieron cerca del aeropuerto de Truckee-Tahoe, California. El cuerpo de Sheila fue encontrado varios días después, pero estaba tan descompuesto que nunca fue identificado. Actualmente está registrado con el nombre Jane Doe #6607-85.
Aunque el cuerpo de Sheila había sido retirado del armario, el olor a descomposición aún permanecía en el apartamento. A Knorr le preocupaba que el olor y las pruebas físicas del armario pudieran implicarla en la muerte de Sheila. El 29 de septiembre de 1986, Knorr sacó las pertenencias de la familia de la casa y ordenó a Terry que quemara el apartamento en un esfuerzo por destruir cualquier prueba física. Durante la noche, Terry tiró tres recipientes de líquido para encendedores en el piso y le prendió fuego.
Después de esto, cada uno de los hijos de Knorr decidió huir lejos de la casa. Todos menos Robert Jr., que se mantuvo junto con su madre. Se mudaron a las Las Vegas, e intentaron mantener un bajo perfil, sin embargo, en noviembre de 1991, fue arrestado por intentar robar un bar, matando a su propietario, y siendo posteriormente condenado a 16 años de prisión. El arresto obligó a Theresa a huir de Las Vegas a Salt Lake City, Utah.

## Arresto y condena
Tras escapar de su madre, Terry intentó denunciar los asesinatos de sus hermanas a la policía de Utah; ésta desestimó sus historias como ficción, al igual que un terapeuta al que visitó. El 28 de octubre de 1993, Terry llamó a la línea directa del programa de televisión America's Most Wanted, y le dijeron que se pusiera en contacto con los detectives del condado de Placer (California), donde se había encontrado el cadáver de Susan. Los detectives del condado de Placer se tomaron en serio sus afirmaciones y llevaron a cabo una investigación que pronto relacionó las dos NN encontradas en la zona en 1984 y 1985 con las detalladas historias de Terry sobre la muerte de sus hermanas.
Con las pruebas recopiladas con base en el testimonio de Terry, la policía comenzó la búsqueda de Theresa Knorr. El 10 de noviembre de 1993, la propia Knorr fue detenida en su casa de Salt Lake City. En el momento de su detención, utilizaba su nombre de soltera (Cross) y trabajaba como cuidadora de la madre de su casero.
El 15 de noviembre de 1993, Theresa Knorr fue acusada de dos cargos de asesinato, dos cargos de conspiración para cometer un asesinato y dos cargos de circunstancias especiales: asesinato múltiple y asesinato por tortura. Knorr se declaró inicialmente inocente, pero luego llegó a un acuerdo con la fiscalía tras enterarse de que su hijo Robert Jr. había aceptado testificar contra ella a cambio de una reducción de la condena. Se declaró culpable con la condición de que se le evitara la pena de muerte. El 17 de octubre de 1995, Knorr fue condenada a dos cadenas perpetuas consecutivas. Posee la posibilidad de salir bajo libertad condicional en el año 2027 y de sobrevivir, para ese entonces tendría 80 años.
Según la escala que desarrolló el Dr. Michael Stone basada en sus investigaciones sobre las motivaciones de los asesinos para cometer diversos crímenes, llegó a la conclusión de que Theresa está en la categoría 22 de dicha escala, la cual describe a asesinos psicópatas y torturadores. La tortura es su principal motivo.